# Marie Albe
Pour les articles homonymes, voir Albe.
Léone Marie Madeleine Renouard dite Marie Albe, née le 29 mai 1924 à Soissons et morte le 5 janvier 2021 à Joué-lès-Tours, est une actrice et journaliste française.

## Filmographie

### Cinéma
- 1952 : Seuls au monde de René Chanas
- 1952 : Le Curé de Ballargue (court métrage anonyme)
- 1953 : Le Club des 400 coups de Jacques Daroy
- 1953 : La Route Napoléon de Jean Delannoy
- 1956 : Le Secret de sœur Angèle de Léo Joannon : la petite fille
- 1957 : Le Naïf aux quarante enfants de Philippe Agostini : Mme Bardine
- 1961 : Cause toujours, mon lapin de Guy Lefranc
- 1974 : Les Fleurs de glai de Paul Carpita (court métrage)
- 1995 : Le Hussard sur le toit de Jean-Paul Rappeneau
- 2004 : Nos amis les flics de Bob Swaim : Madame Plaisance

### Télévision
- 1997 : La Bastide blanche (TV mini-série)
  - Épisode #1.2  : La tante de Sandrine
- 1997 : Un étrange héritage, téléfilm de Laurent Dussaux : Suzanne Castel-Fortin
- 1998 : L'Inventaire, téléfilm de Caroline Huppert : Violette
- 2001 : Le Châtiment du Makhila, téléfilm de Michel Sibra : Tante Marie
- 2005 : L'Arbre et l'Oiseau, téléfilm de Marc Rivière
- 2007 : Le Maître qui laissait les enfants rêver, téléfilm : Nénette
- 2010 : Le Sang des Atrides, téléfilm de Bruno Gantillon : Aline de Champclos

## Médias
Elle travaille à Radio Monte-Carlo de 1952 à 1960, puis à Radio-France et France 3 Méditerranée, comme productrice et animatrice de magazine d’actualités sur les arts et la littérature ainsi que reporter.